# Structure mobile d'urgence et de réanimation
 (octobre 2010).
Si vous disposez d'ouvrages ou d'articles de référence ou si vous connaissez des sites web de qualité traitant du thème abordé ici, merci de compléter l'article en donnant les références utiles à sa vérifiabilité et en les liant à la section « Notes et références ».

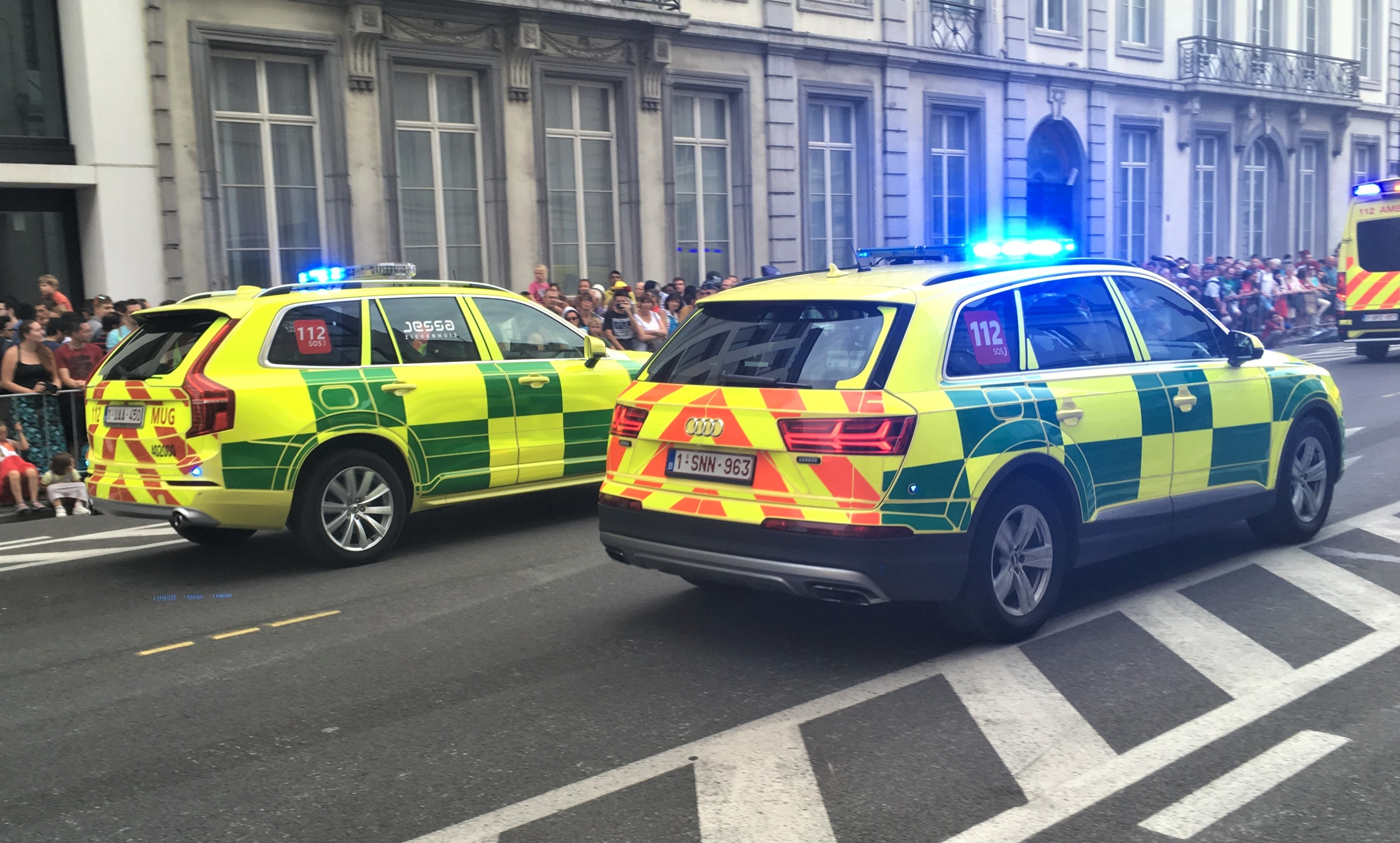
SMUR en représentation lors du défilé national belge du 21 juillet 2018. Acronyme souvent méconnu du grand public, ces berlines médicalisés d'urgence et de réanimation revêtent le nouveau stripping « Battenburg » imposé en Belgique pour toute la flotte d'aide médicale depuis 2017.

Le service mobile d'urgence et de réanimation, devenu structure mobile d'urgence et de réanimation, bien souvent abrégé en SMUR, est un service hospitalier consistant en un ou plusieurs véhicules (appelés selon les pays et les catégories unité mobile hospitalière, véhicule radio-médicalisé…) destinés à apporter les soins d'aide médicale urgente en dehors de l'hôpital, bien souvent conjointement avec une ambulance. Ainsi que lorsqu'un patient nécessite des soins ou une surveillance médicale. En effet, certains patients et/ou certaines pathologies nécessitent des soins d'urgences à leur chevet, et ce, avant toute autre mobilisation. Dans ce cas, et par un appel au 112 (anciennement 100) le régulateur décidera (selon la pathologie) de déplacer un SMUR sur zone, afin d'assurer des soins extra-hospitaliers indispensable à la survie du patient. On peut donc affirmer le fait que le SMUR est le prolongement de la structure hospitalière à laquelle il est rattaché. Si le patient ne sait pas venir à l'hôpital, l'hôpital (le SMUR en l'occurrence) ira jusqu'au patient.
Ces véhicules sont munis de différentes manières selon les pays, mais contiennent bien souvent au moins un médecin, un infirmier et un ambulancier spécialisé.
Le SMUR n'est pas à confondre avec le SAMU lorsque celui-ci existe dans certains pays.

## Belgique
Le service public fédéral de la santé publique agrée certains hôpitaux comme étant des hôpitaux spécialisés disposant de critères permettant d’accueillir les patients envoyés par le "100/112". Ces hôpitaux, s'ils en ont les moyens financiers et humains, peuvent demander l'autorisation de s'équiper d'un SMUR. Son octroi dépendra essentiellement de leur localisation. Le but est d’éviter d'avoir trop de SMUR sur une région où le nombre d'interventions ne requiert pas la présence d'une unité supplémentaire et des capacités d'accueil des victimes de tous types.
L’équipe se compose au minimum d'un médecin spécialisé et d'un infirmier détenteur du titre particulier en soins intensifs et aide médicale urgente.

## Suisse
En Suisse, chaque canton est équipé d'au moins un SMUR avec au moins une unité mobile hospitalière (UMH). Ils sont automatiquement engagés par la centrale d'appels sanitaires urgents (CASU, n°144) suivant les informations obtenues par l'opérateur de l'appelant ou ils peuvent être demandés en renfort par les ambulanciers eux-mêmes. Les SMUR sont généralement engagés sur une intervention dès le NACA 4 compris (« blessures et maladies graves pouvant évoluer vers un risque vital en l'absence de traitement hospitalier »). L'équipage d'une UMH de SMUR est composé d'un ambulancier ou d'un infirmier et d'un médecin. Les UMH s'autorégulent en s'appuyant sur leurs SMUR comme en Belgique.

## Amérique
Certains pays possèdent des SAMU et des SMUR (non hospitaliers, mais dépendants de la santé publique des États) : Argentine, Brésil, Chili, Colombie, Mexique, Paraguay. Les États-Unis et le Canada ne possèdent pas de SMUR, mais par contre utilisent les MICU (mobile intensive care units) pour les transports privés et militaires.

## Autres pays
La grande majorité des pays européens possède des SMUR et des UTIM (Andorre, Allemagne, Autriche, Bosnie-Herzégovine, Bulgarie, Croatie, Danemark, Espagne, Finlande, Grèce, Hongrie, Italie, Malte, Monaco, Norvège, Pays baltes, Pays-Bas, Pologne, Portugal, Roumanie, Russie, Slovaquie, Slovénie, Serbie, Suède, République tchèque…). De même, le Royaume-Uni est en train de se doter à Londres et à Glasgow de MICU avec des protocoles de rendez-vous des UMH avec les ambulances de base après avoir commencé il y a 30 ans à Belfast.
Du côté asiatique, la Chine est en train de se doter de SAMU et SMUR semblables aux européens en modernisant son ancien système.